# Älskade Lotten
Älskade Lotten var en komediserie som producerades av MTV Produktion och sändes i två säsonger mellan 1996 och 1998. Serien följde den fiktiva hemmafrun Lotten Elmfors (spelad av Charlott Strandberg) som ofta intrigerar emot sin man Peter med hjälp av väninnan Bibbi.

## Seriens tillkomst
Älskade Lotten är en nyproduktion av den klassiska sitcom-serien I Love Lucy som gick 1951 till 1957. Programformatet var ett i en rad utländska serier som producerades på svenska av det svenska TV-bolaget MTV Produktion, se till exempel En fyra för tre.
Serien fick premiär 29 november 1996 på TV3.

## Seriens grundidé
Lotten och Peter Elmfors bor i Gävle, strax bredvid Bibbi och Sven Axelsson. Peter och Sven är kollegor på ett TV-bolag (misstänkt likt MTV självt, det heter till exempel GTV). Lotten och Bibbi är hemmafruar utan barn, och ägnar stora delarna av dagarna åt att hitta på nya stora projekt som sedan deras makar blir indragna i.
De stora rollerna spelades av Kjell Bergqvist (Peter), Sissela Kyle (Bibbi) och Jan Holmquist (Sven).
Serien sändes i två säsonger, och det sista avsnittet gick den 19 november 1998.

### Gästskådespelare
Många kända eller blivande kändisskådespelare har medverkat i serien:
- Janne ”Loffe” Carlsson
- Ulf Dohlsten
- Johan Gry
- Sven-Åke Gustavsson
- Carina Johansson
- Lennart Jähkel
- Beatrice Järås
- Jan Modin
- Johan Rabaeus
- Povel Ramel
- Ewa Roos
- Michael Segerström
- Laila Westersund

## På svensk TV, och DVD-utgåvor
Serien visades på TV3, och har senare repriserats. Den har inte givits ut på DVD.